# Biskupi smoleńscy
Biskupi diecezji smoleńskiej kościoła katolickiego

## Biskupi ordynariusze
- Piotr Parczewski (1636–1649)
- Franciszek Dołmat Isajkowski (1650–1654)
- Hieronim Władysław Sanguszko (1655–1657)
- Jerzy Białłozor (1658–1661)
- Kazimierz Pac (1664–1667)
- Gothard Jan Tyzenhauz (1668–1669)
- Aleksander Kotowicz (1673–1685)
- Konstanty Kazimierz Brzostowski (1685–1687)
- Eustachy Stanisław Kotowicz (1688–1704)
- Jan Mikołaj Zgierski (1706–1710)
- Aleksander Mikołaj Horain (1711–1716)
- Ludwik Karol Ogiński (1717–1718)
- Karol Piotr Pancerzyński (1721–1724)
- Bogusław Korwin Gosiewski (1725–1744)
- Jerzy Mikołaj Hylzen (1745–1763)
- Gabriel Wodziński (1772–1788)
- Adam Naruszewicz (1788–1790)
- Tymoteusz Gorzeński (1790–1809)

## Biskupi koadiutorzy
- Gabriel Wodziński (1759–1772)
- Adam Naruszewicz (1775–1788)